# Matshelagabedi
Matshelagabedi – wieś w Botswanie w dystrykcie North East. Według spisu ludności z 2011 roku wieś liczyła 2871 mieszkańców.